# 後港里 (臺南市)
後港里，為中華民國臺南市七股區的一個里，北與大潭為界，東北與將軍區西甲里、長榮里為界，東與佳里區海澄里、下營里為界，西與頂山里、將軍區將軍里為界，南以大寮排水與篤加里、中寮里為界。於2018年1月29日由城內里與原後港里整編而成，並改劃為10鄰，因里內各機關、學校以及地籍資料皆以「後港」為名，故以此為新里名。

## 主要道路[4]
註:T1至T14段已改編為 南26-2線

### 省道
- 台17線

### 區道
- 南26線
- 南26-1線
- 南26-2線
- 南27線
- 南28線

## 聚落
後港
- 後港東
- 後港西
- 過港

城內
- 大庄
- 油車
- 埔尾
- 舊厝角
- 水師寮[1]